# 중국 홍십자회

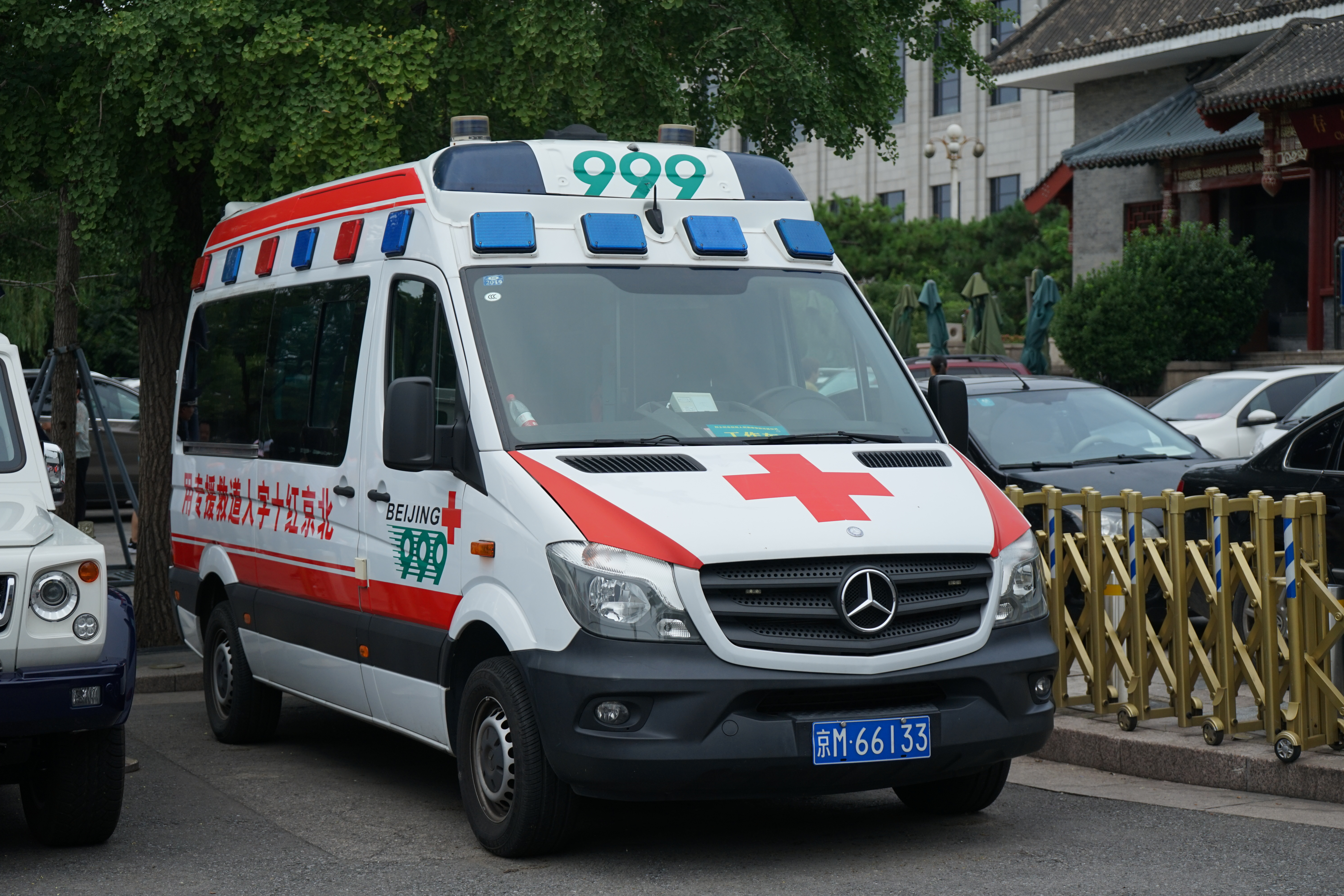

중화민국 홍십자회(中華民國紅十字會)는 중화인민공화국 홍십자회의 적십자사에 해당하는 기관이다.

## 역사

### 기원
1904년 3월 3일 러일 전쟁이 일어났을 때 처음 태동하였고, 1904년 3월 10일에 "상하이 국제 적십자위원회"로 개명되었다. 1919년 국제 적십자사 연맹에 가입할 때 조직과 체계가 갖추어졌다. 1933년 중화 인민 공화국 적십자 협회의 행정 규칙 및 절차 법(中華民國紅十字會管理條例施行細則)이 통과되어 중화민국 홍십자회로 개명되었다.
1949년에 수립된 중화인민공화국은 1950년에 중화인민공화국 홍십자회를 설립하였고, 기존의 중화민국 홍십자회는 타이완으로 이동하였다. 1952년 국제 적십자사 연맹은 중화인민공화국 홍십자회를 합법적인 중국 홍십자회로 인정하여, 중화민국 홍십자회는 배제되었다.
1966년 문화 대혁명 당시 홍위병의 비판을 받아 상당수 간부들이 추방되어 기능이 마비되었다. 1978년 이후 다시 회복되었다.
- 중국홍십자회